# كرنغ (تشيشير)
كرنغ (بالإنجليزية: Cranage)‏ هي قرية وأبرشية مدنية تقع في المملكة المتحدة في إنجلترا. يقدر عدد سكانها بـ 1,130 نسمة .